# Bình Thạnh (An Giang)
Bình Thạnh is een xã, in het district Châu Thành, een van de Vietnamese provincie An Giang in de Mekong-delta.